# Grive
Pour les articles ayant des titres homophones, voir Grives (homonymie).
Taxons concernés
Plusieurs espèces des genres
- Turdus
- Catharus
- Hylocichla
- Brachypteryx
- Zoothera
- Nesocichlamodifier

Le nom de Grive a été donné à plusieurs espèces appartenant à la famille des Turdidae et proches du Merle noir (Turdus merula).

## Présentation
Parmi les espèces rencontrées en Europe citons principalement la Grive mauvis (Turdus iliacus), la Grive musicienne (Turdus philomelos), la Grive draine (Turdus viscivorus) et la Grive litorne (Turdus pilaris). 
Ce nom a été donné également en Amérique francophone aux espèces des genres Catharus et Hylocichla (grives américaines) mais aussi à la seule espèce du genre anciennement Cichlherminia lherminieri (reclassifié dans le genre Turdus lherminieri),,,,, en Asie à des espèces du vaste genre Zoothera et à une espèce vivant sur Tristan da Cunha, la Grive de Tristan da Cunha.
Grive Rouge est le nom d'un cultivar de pommier.

## Étymologie
Le terme grive dérive du latin graecus, terme signifiant « de Grèce », donné à ce type d'oiseaux migrateurs dont on pensait qu'il hivernait en Grèce.

## Liste des noms

### Les grives
Voici une liste partielle des espèces dont le nom normalisé français comporte le terme grive :
- Grive à gorge rousse ― Turdus ruficollis  Pallas, 1776
- Grive de Naumann ― Turdus naumanni  Temminck, 1820
- Grive à ailes rousses ― Turdus (naumanni) eunomus
- Grive litorne ― Turdus pilaris  Linnaeus, 1758
- Grive mauvis ― Turdus iliacus  Linnaeus, 1766
- Grive musicienne ― Turdus philomelos  Brehm, 1831
- Grive de Verreaux ― Turdus mupinensis  Laubmann, 1920
- Grive draine ― Turdus viscivorus  Linnaeus, 1758
- Grive à ailes courtes bleue ― Brachypteryx montana
- Grive à ailes courtes de Gould ― Brachypteryx stellata
- Grive de Tristan da Cunha ― Nesocichla eremita
- Grive à ailes tachetées ― Zoothera spiloptera
- Grive de Ward ― Zoothera wardii
- Grive dama ― Zoothera dauma
- Grive à collier ― Zoothera naevia
- Grive des bois ― Hylocichla mustelina
- Grive à bec noir — Catharus gracilirostris Salvin, 1865
- Grive à bec orange — Catharus aurantiirostris (Hartlaub, 1850)
- Grive ardoisée — Catharus fuscater (Lafresnaye, 1845)
- Grive roussâtre — Catharus occidentalis P.L. Sclater, 1859
- Grive à calotte rousse — Catharus frantzii Cabanis, 1861
- Grive à tête noire — Catharus mexicanus (Bonaparte, 1856)
- Grive tavelée — Catharus dryas (Gould, 1855)
- Grive fauve - Catharus fuscescens (Stephens, 1817)
- Grive à joues grises - Catharus minimus (Lafresnaye, 1848)
- Grive de Bicknell - Catharus bicknelli (Ridgway, 1882)
- Grive à dos olive - Catharus ustulatus (Nuttall, 1840)
- Grive solitaire - Catharus guttatus (Pallas, 1811)
- Grive à pieds jaunes ou Grive des Antilles - Turdus lherminieri

### Noms composés
- Grive-akalat de Puvel ― Illadopsis puveli
- Fourmilier-grive olive ― Formicarius colma
- Grande Grive de Kauai ― Myadestes myadestinus
- Grande Grive d'orient ― Amalocichla sclateriana
- Grimpar grive ― Dendrocincla turdina
- Grimpereau grive ― Dendrocincla turdina

### Noms dérivés
Un certain nombre de termes dérivés sont également utilisés pour désigner des oiseaux comme "grivelé" comme pour le Barbion grivelé, le Chevalier grivelé ; "griveaud" comme pour un nom possible pour la sous-espèce Accipiter francesii griveaudi, l'Épervier de griveaud ; "grivetin" comme pour l'Agrobate grivetin ; "grivette" comme pour la Grivette des bois.
Les grives étant supposées querelleuses, certains auteurs rapprochent le terme grief de grive, sans toutefois que la preuve puisse en être apportée. Le terme grive peut également désigner un soldat ou un gendarme, ou un pillard, un païen. Les grives sur une vigne ne l'épargnent pas et n'en laissent rien.

## Chasse
En 1998 en France, les grives étaient au 3e rang du tableau de chasse annuel avec 4 537 960 animaux[réf. nécessaire].
En 2018, avec le déclin du nombre de chasseurs et de la population de grive Draine, le prélèvement annuel était d'environ 2 310 000 animaux .
Au XIXe siècle, dans le Sud-Ouest, pendant les vendanges, elles étaient chassées aux « cédales », pièges artisanaux en bois. Des baguettes de bois souples tendues par une ficelle à la façon d'un arc, à laquelle on attachait quelques crins de cheval, étaient installées dans les vignes ou les haies de fruits mûrs en automne. L'arc en bois, placé vers le bas est un perchoir naturel pour l'oiseau qui passe la tête dans le collet pour attraper les fruits. L'oiseau restait pendu, pris au piège. Le reste de l'année, elles sont chassées à l'approche ou depuis des cabanes.
Sur le pourtour méditerranéen, elles font l'objet de la chasse traditionnelle à la glu, pratique néanmoins interdite dans l'Union européenne en 2009 par la directive oiseaux.